# Uppsala centralstation
Uppsala centralstation – główna stacja kolejowa w Uppsali, w Szwecji. Budynek dworca projektu Adolfa W. Edelsvärda pochodzi z 1866 roku. W 1986 został wpisany na listę zabytków. 